# Восточное (Хабаровский край)

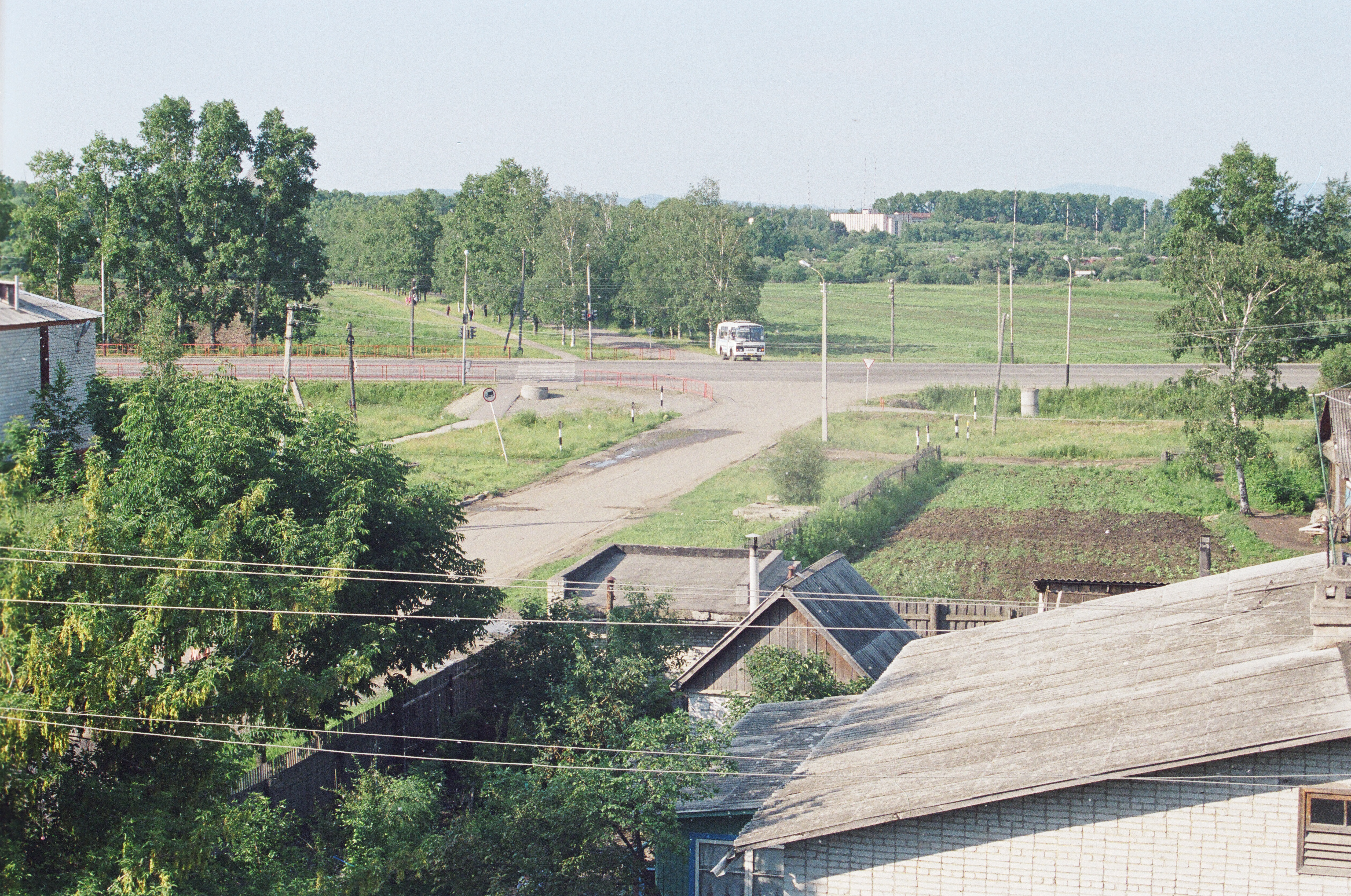
Село Восточное, вид автодороги Хабаровск — Комсомольск-на-Амуре.

Восто́чное — село в Хабаровском районе Хабаровского края. Административный центр Восточного сельского поселения.

## География
Расположено на 14-м километре автодороги Хабаровск — Комсомольск-на-Амуре.

## История
Дата образования 31 мая 1935 года.
В 1963 г. Указом Президиума ВС РСФСР поселок центральной усадьбы опытно-показательного хозяйства Дальневосточного научно-исследовательского института сельского хозяйства переименован в Восточный.

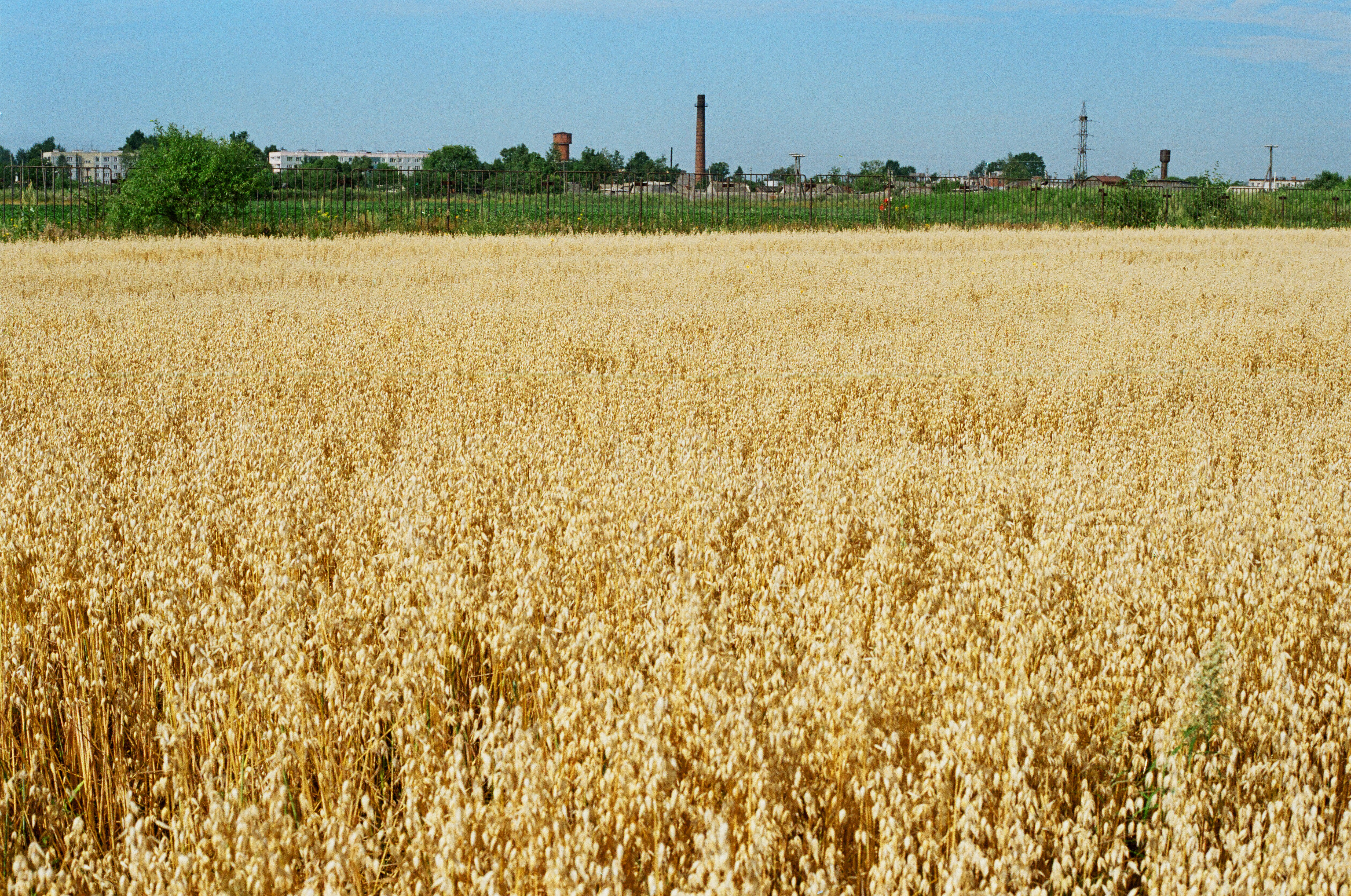
ДВ НИИСХ, Восточное

## Население
| 1992 | 2002  | 2010  | 2011  | 2012  | 2021  |
| ---- | ----- | ----- | ----- | ----- | ----- |
| 2300 | ↗3745 | ↘3700 | ↗3713 | ↘3494 | ↘2996 |

## Наука и образование

Филиал Дальневосточного Ордена Трудового Красного Знамени сельскохозяйственного научно-исследовательского института.

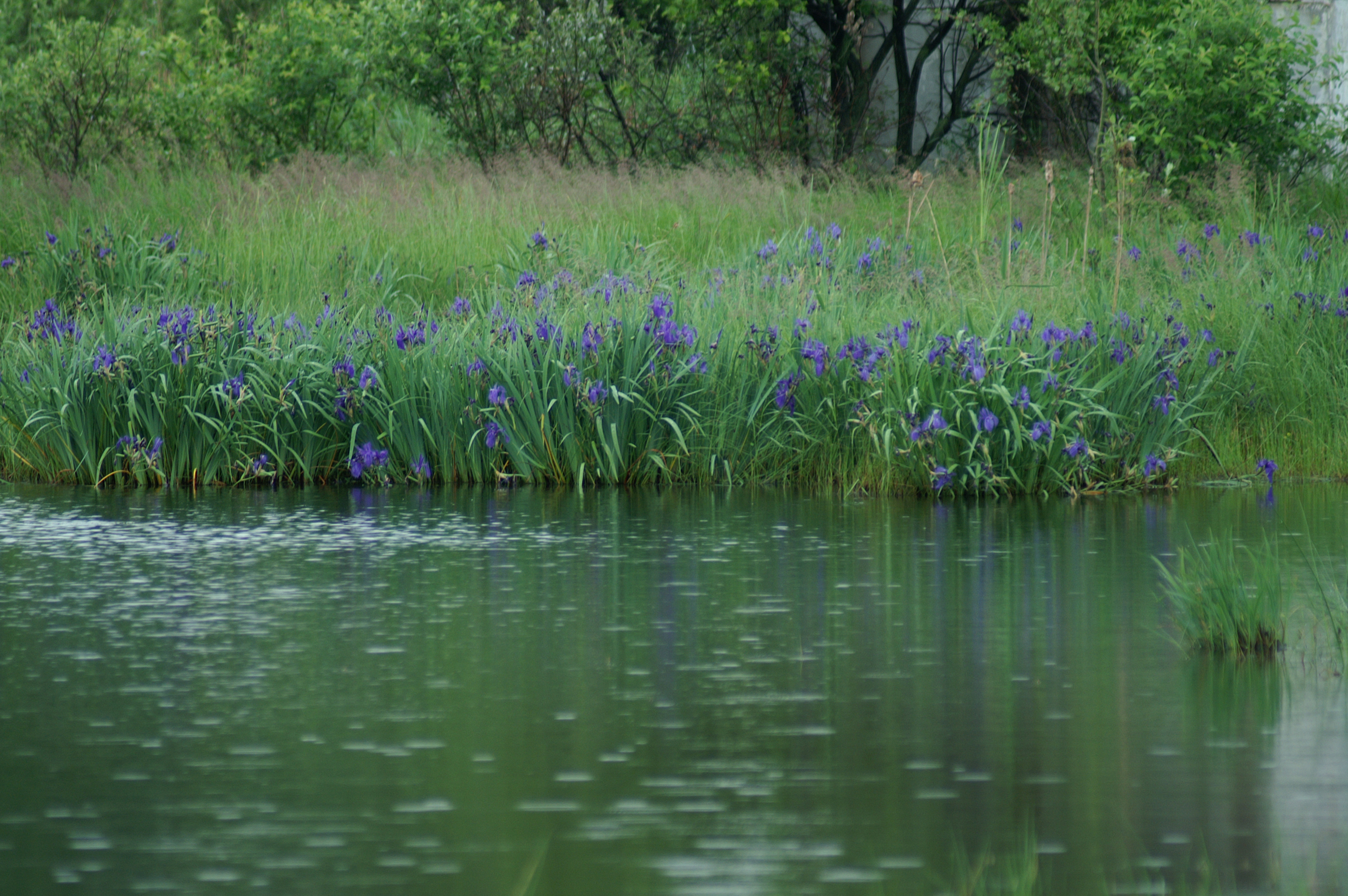
Восточное. Ирисы. - Андрей Мешков

В селе Восточное расположены подразделения научно-исследовательского института сельского хозяйства, на земельных угодьях выращиваются элитные семена и посадочный материал для сельхозпредприятий Дальневосточного региона. 

## Экономика
В селе находятся предприятия пищевой промышленности Хабаровского района (производство мясных и кондитерских изделий).

## Инфраструктура
На окраине села находится закрытый воинский гарнизон (с жилыми домами), приметный издалека благодаря большим антеннам слежения за космическими объектами.

## Галерея

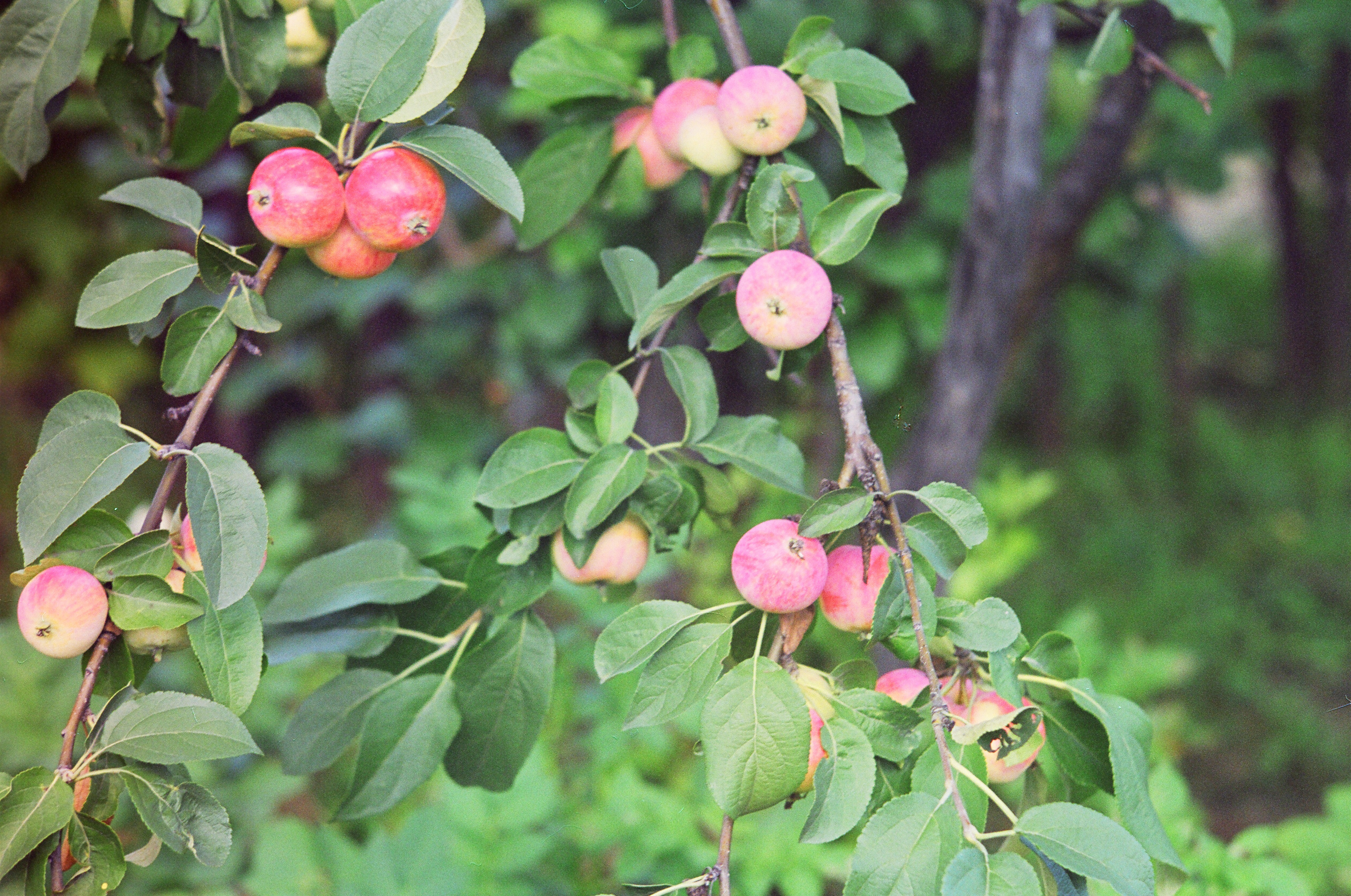